# بوناونتورا
بوناونتوره قدیس یا بوناونتورا، (ایتالیایی: San Bonaventura‏; ۱۲۲۱ – ۱۵ ژوئیه ۱۲۷۴،)، الهی‌دان و فیلسوف ایتالیایی بود. وی کاردینال آلبانو بود و در ۱۴ آوریل ۱۴۸۲ توسط پاپ سیکتوس چهارم به عنوان قدیس و در ۱۵۸۸ توسط سیکتوس پنجم معلم کلیسا شناخه شد. وی از فیلسوفان مکتب اخلاق‌گرایی اقتصادی بود.
وی به ارائهء برهان به عنوان گام های عروج نفس به سوی خدا پرداخت و از نقش آنها در عروج نفس به سوی خدا سخن گفت.